# Mínimo
Em teoria dos conjuntos, o mínimo de um conjunto ordenado é o menor dos seus elementos relativamente a essa ordem.
Um conjunto pode não ter nenhum elemento mínimo, mas se este existir, é único.

## Mínimo de um conjunto deN{\displaystyle \mathbb {N} }
O Princípio da boa-ordenação afirma que qualquer subconjunto dos números naturais, {\displaystyle \mathbb {N} }, possui um elemento mínimo.

## Exemplos
- O mínimo dos intervalos [a,b] e [a,b) é a.
- Os intervalos (a,b] e (a,b) não têm mínimos.
- O mínimo de {\displaystyle \mathbb {N} } é 1 (ou 0, se considerarmos que {\displaystyle 0\in \mathbb {N} })
- {\displaystyle \mathbb {Z} }, {\displaystyle \mathbb {Q} }, {\displaystyle \mathbb {R} } não têm mínimo.